# Polimerizáció
A polimerizáció olyan kémiai reakció, amely során több monomer polimerré kapcsolódik össze. A polimerizáció az egyesülés (más néven szintézis) egyik fajtájaként kategorizálható.
Típusai:
- Lánc (addíciós) polimerizáció
  - Gyökös
  - Ionos
    - Kationos (pozitív töltésű)
    - Anionos (negatív töltésű)

  - Sztereospecifikus
- Lépcsős polimerizáció
  - Polikondenzáció
  - Poliaddíció

## Láncpolimerizáció
A láncpolimerizáció láncreakció, melyben a monomerek polimerré kapcsolódnak össze. Ez bizonyos esetekben csupán iniciátorokkal és katalizátorokkal indítható meg, más esetekben akár szobahőmérsékleten bekövetkezik, például sztirol esetén. Ezek megindulása inhibitorokkal gátolható. 
A láncpolimerizációban, mint minden láncreakcióban, három alapvető elemi reakció különböztethető meg:
- Láncindítás: Megképződik az aktív centrum, ahonnan a reakció el tud indulni.
- Láncnövekedés: Az aktív formában lévő növekedési centrumok reagálnak a monomer molekulákkal.
- Lánczáródás: Eltűnnek a polimerizációt vivő aktív centrumok. Véget ér a reakció.

A folyamat jellemzője, hogy pillanatnyi láncreakció, melléktermék nem keletkezik.

### Műanyaggyártás
Láncpolimerizációs reakcióban monomerként telítetlen kötést vagy feszült gyűrűt tartalmazó vegyületek vehetnek részt.
A műanyaggyártás területén a kettős kötést tartalmazó vegyületek jelentősek. Ezekben a két kötés nem ekvivalens, a pi-kötést létrehozó elektronpár nagyobb reakcióképességű, ezért különböző aktiváló ágensekkel könnyedén reakcióba lép. Ilyenek a vinil vegyületek, vagy a legegyszerűbb képviselő, az etilén, melyből polimerizációval polietilén hozható létre.
Példa: 
Polietilén:
CH2=CH2 × n = –[CH2-CH2]n– 
ahol n az ún. polimerizációs fok (röviden polfok, azaz hány monomer kapcsolódik össze).
Jelentősek még a konjugált diének, melyek főképp szintetikus kaucsukok, műgyanták előállításában játszanak fontos szerepet.

## Lépcsős polimerizáció

### Polikondenzáció
Polikondenzáció során két molekula egyesülésekor egy nagyobb molekula (polimer) és egy kismolekulájú melléktermék (pl. víz) keletkezik. A melléktermék többféle módon eltávolítható, pl. melegítéssel. 
Példák: poliamid, polikarbonát

### Poliaddíció
A poliaddíció során egy telítetlen vegyület kettős vagy hármas kötése felszakad, a felszabaduló elektronok atomokat, atomcsoportokat kötnek meg. Nem keletkezik melléktermék.

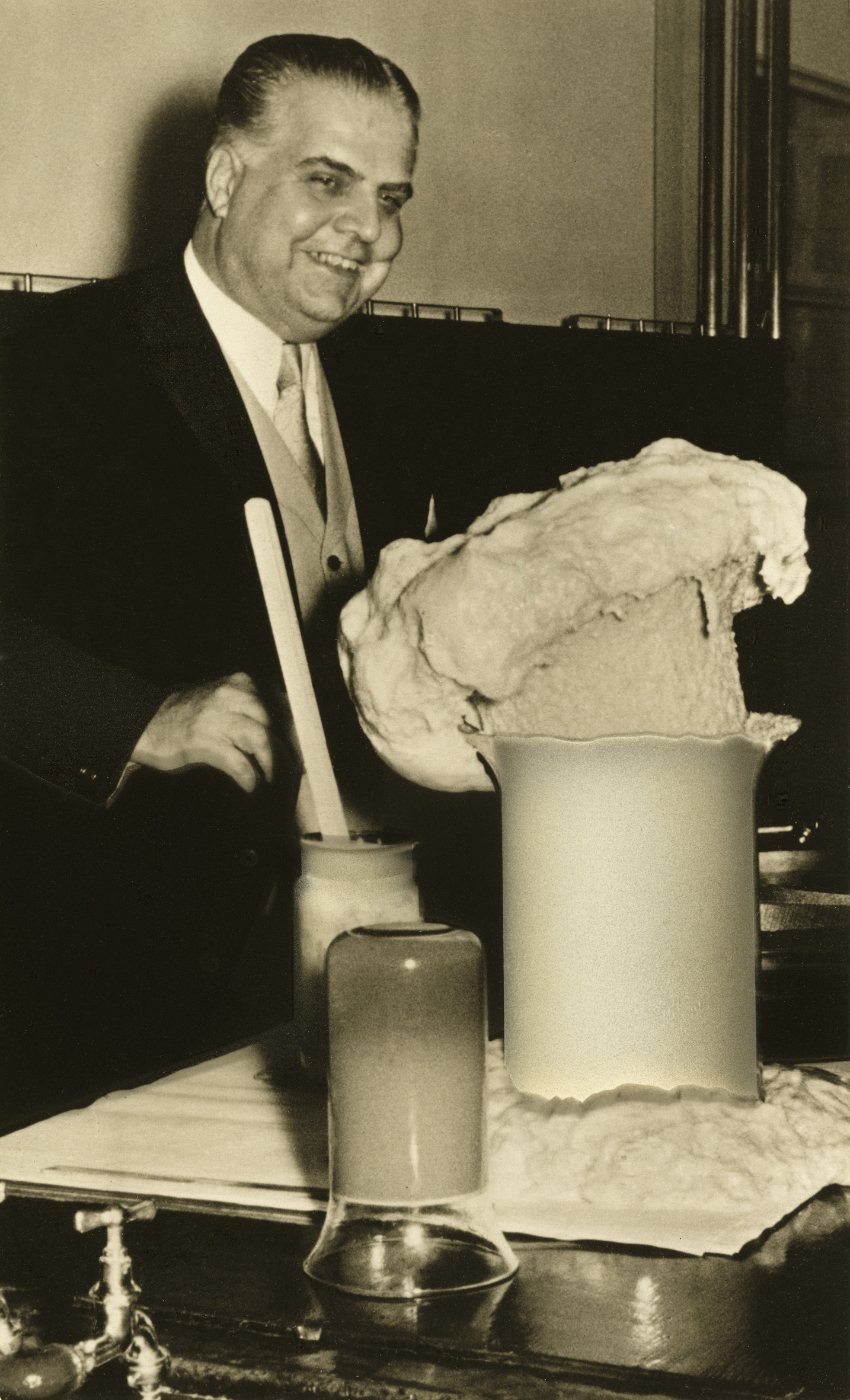
Otto Bayer professzor 1952-ben a poliuretán bemutatása közben

Példa: poliuretánok

## Lánc és lépcsős polimerizáció összehasonlítása
| Lánc                                                        | Lépcsős                                                                                |
| ----------------------------------------------------------- | -------------------------------------------------------------------------------------- |
| Lánc növekedésekor csak monomerek kapcsolódhatnak a lánchoz | Bármely jelenlévő két molekula reagálhat egymással                                     |
| Monomerkoncentráció a reakcióelegyben folyamatosan csökken  | Monomer hamar elfogy                                                                   |
| Azonnal keletkezik polimer (nagy móltömegű molekula)        | A polimer móltömege nőttön nő                                                          |
| Reakcióidővel nő a kitermelés                               | Hosszú reakcióidő szükséges a nagy móltömeg eléréséhez, lassú reakció                  |
| A reakcióelegy főként monomert és polimert tartalmaz        | A reakcióelegyben különböző móltömegű (és polimerizációs fokú) komponensek találhatóak |